# Industricentrum

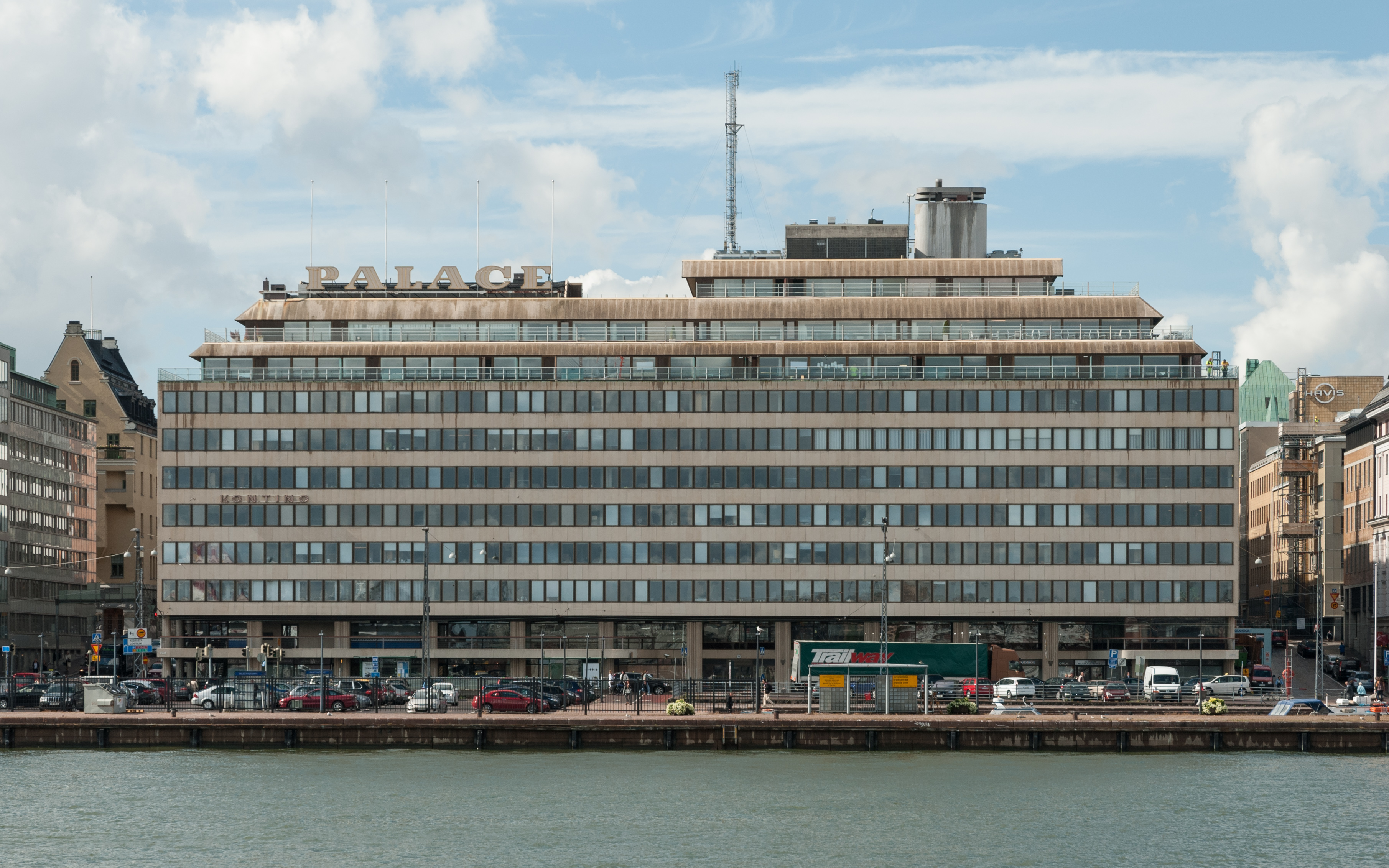
Industricentrum på Södra kajen i Helsingfors.

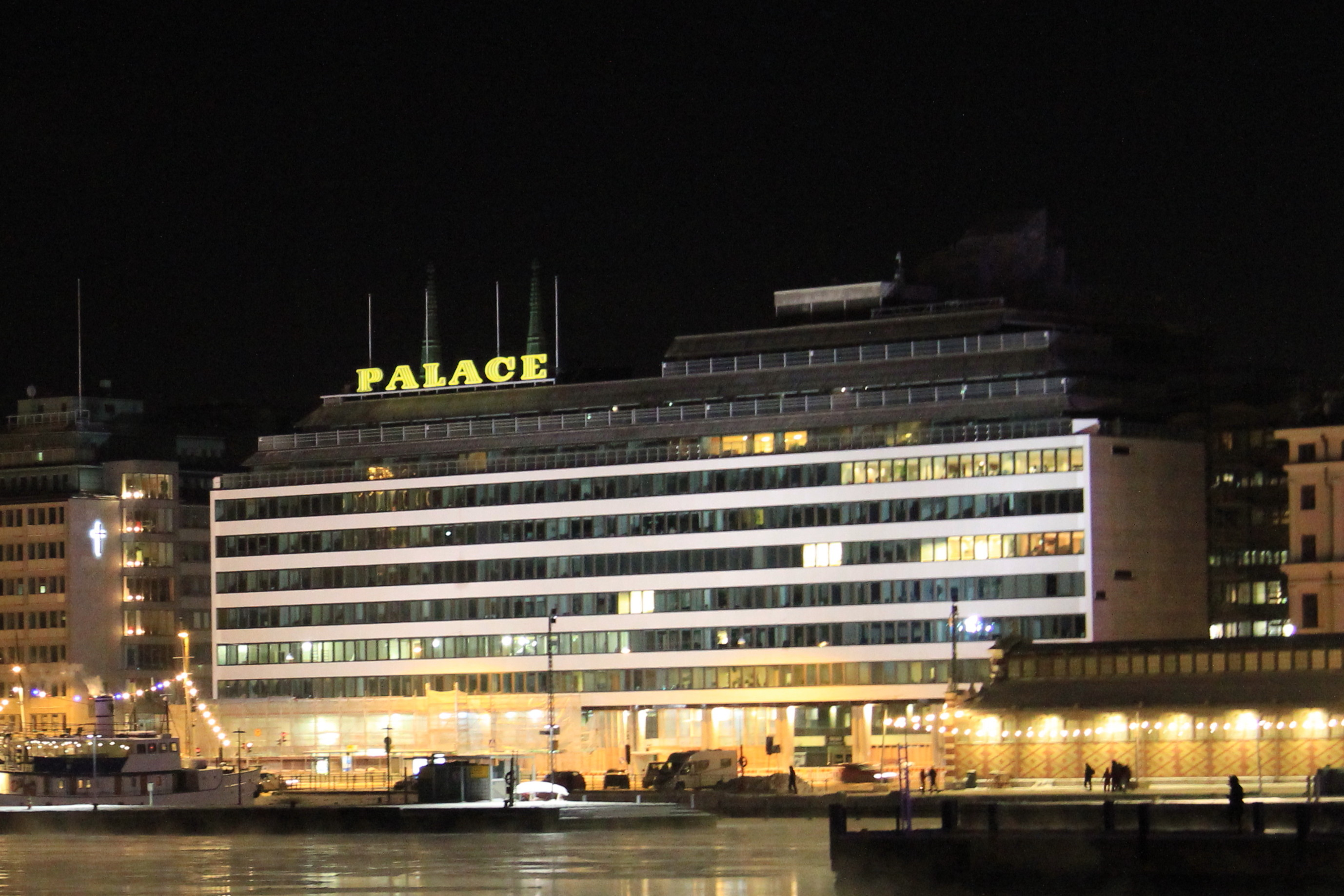
Industricentrum år 2017.

Industricentrum (fi. Teollisuuskeskus, känt som Palace-huset) är en byggnad i Helsingfors som bland annat fungerar som Finlands näringslivs kontor. Fram till 2009 verkade Hotell Palace i byggnaden. Industricentrum är ritat av Viljo Revell och Keijo Petäjä, byggnaden som står på adressen Södra kajen 10 stod färdig 1952 inför OS i Helsingfors och användes först av OS-organisationen.